# Apollonios Dyscole
Pour les articles homonymes, voir Apollonios.
Apollonius ou Apollonios Dyscole (en grec Ἀπολλώνιος ὁ δύσκολος / Apollốnios ho dúskolos) est un grammairien grec d'Alexandrie, actif sous les règnes des empereurs romains Hadrien et Antonin (Ier et IIe siècles).
Esprit curieux, il s'intéressa à de nombreux sujets et écrivit plus de trente traités sur des questions de syntaxe, sémantique, morphologie, prosodie, orthographe et dialectologie.
Il est, dit-on, le premier qui ait réduit la grammaire en système.
Il nous reste de lui quatre ouvrages :
- une Syntaxe en quatre livres ;
- trois monographies sur les pronoms, les adverbes et les conjonctions, qui ont survécu grâce à un manuscrit du XIe ou XIIe siècle, le Parisinus Græcus 2548, conservé à la Bibliothèque nationale de France.

Son influence sur la linguistique fut grande, et il fut étudié dans tout le monde antique. Ainsi, l'œuvre de Priscien est largement fondée sur les travaux d'Apollonios.
Apollonios fut surnommé Dyscole (signifiant « chagrin ») en raison de son humeur morose, et fut le père du grammairien Aelius Herodianus.
Il est important de noter que Dyscole a complété l'œuvre de Denys le Thrace en y ajoutant la syntaxe.
Il ne doit pas être confondu avec un autre grammairien du nom d'Apollonios le Sophiste, natif aussi d'Alexandrie, qui rédigea au Ier siècle un Lexicon homericum.

## Source
Marie-Nicolas Bouillet  et Alexis Chassang (dir.), « Apollonios Dyscole » dans Dictionnaire universel d’histoire et de géographie, 1878 (lire sur Wikisource)

## Traductions
- Householder Fred W., The Syntax of Apollonius Dyscolus, translated and with commentary and an introduction, Amsterdam, John Benjamins, 1981, VI-281 p.  (ISBN 90-272-4504-5)
- Lallot Jean, Apollonius Dyscole : De la construction (syntaxe), introduction, texte et traduction (coll. « Histoire des doctrines de l'Antiquité classique »), Paris, Vrin, 1997, 2 vol., 992 p.
- Dalimier C., Apollonius Dyscole : Traité des conjonctions Paris, Vrin, 2001.
- Dumarty Lionel, Apollonius Dyscole : Traité des adverbes, introduction générale, édition critique, traduction française et commentaire, Paris, Vrin, 2021, 582 p.  (ISBN 978-2-7116-2981-7)